# Pavlovskij rajon (Oblast' di Voronež)
Il Pavlovskij rajon (in russo Павловский район?) è un rajon dell'Oblast' di Voronež, nella Russia europea, il cui capoluogo è Pavlovsk. Istituito nel 1928, il rajon ricopre una superficie di 1.900 chilometri quadrati e ospita una popolazione di circa 57.000 abitanti.